# Prix Jaffé
Pour les articles homonymes, voir Jaffé.
Le prix Jaffé est un prix de l'Institut de France décerné sur proposition de l'Académie des Sciences. Le prix est alimenté par les arrérages de la fondation Jaffé de l'Institut.

## Présentation
Fondé en 1930, il décerne au début « un prix quadriennal couronnant des travaux de mathématiques pures ou appliquées destinés au progrès et au bien-être de l'humanité ». À partir de 2001 sont attribués chaque année deux prix d'un montant de 7 750 €, ramené ensuite à 6 850 €. Il est attribué alternativement à :
- un chercheur pour des travaux de sciences mécaniques et informatiques pures ou appliquées, ainsi qu'à un chercheur pour des travaux de biologie intégrative pure ou appliquée, pour une année ;
- un chercheur pour des expériences dans le domaine des sciences de l'univers, ainsi qu'à un chercheur pour des expériences de biologie cellulaire et moléculaire, pour l'autre année[2].

## Lauréats
- 2024 : Jean-François Roch, professeur à l’ENS Paris-Saclay, laboratoire Lumière, Matière et Interfaces (LuMIn), et François Leulier, directeur de recherche CNRS à Lyon[3].
- 2023 : Zhiqing Zhang, physicien, directeur de recherche CNRS à IJCLab et à l'Université Paris-Saclay, et Bodgan Malaescu, Chargé de recherche CNRS au Laboratoire de physique nucléaire et de hautes énergies, Dominique Roby, biologiste, directrice de recherche CNRS au Laboratoire des Interactions Plantes Microbes Environnement à l'Université Toulouse-III-Paul-Sabatier[4].
- 2022 : Marie-Hélène Verlhac, biologiste, directrice de recherches au centre interdisciplinaire de recherche en biologie au Collège de France
- 2021 : Kamran Behnia, physicien, directeur de recherche CNRS au Laboratoire de physique et d’étude des matériaux (LPEM, CNRS/Sorbonne Université/ESPCI Paris-PSL) et François-Loïc Cosset, microbiologiste[5].
- 2020 : Rinaldo Poli, chimiste, et  Philippe Jay, biologiste, directeur de recherche à l’Inserm qui dirige une équipe de recherche à l’Institut de Génomique Fonctionnelle de Montpellier (CNRS/Inserm/Université de Montpellier)[6].
- 2019 : François Hild et Stéphane Roux, directeurs de recherche au CNRS au LMT à l’École normale supérieure Paris-Saclay. Ils ont contribué de façon essentielle à l’émergence d’une école française d’imagerie numérique (DIC) en mécanique des solides[7].
- 2018 : Sergio Ciliberto, directeur de recherche de classe exceptionnelle CNRS au laboratoire de physique à l’école normale supérieure de Lyon pour ses travaux en physique non linéaire et hydrodynamique
- 2017 : David Elbaz, astrophysicien, Directeur de Recherche au Commissariat à l'Energie Atomique (CEA Saclay), où il dirige le laboratoire Cosmologie et Evolution des Galaxies et à Christiane Branlant.
- 2016 : Grégory Miermont, professeur de mathématiques pures et appliquées à l'École normale supérieur de Lyon, et Morgane Bomsel, directrice de recherche au CNRS à l'Institut Cochin, université Paris Descartes
- 2015 : Luc Vervisch, professeur à l'Institut national des sciences appliquées de Rouen et Jean-Luc Imler
- 2014 : Étienne Rolley, professeur à l’université Paris Diderot, laboratoire de physique statistique de l’École normale supérieure de Paris. et Serge Palacin, directeur de recherche au commissariat à l'énergie atomique et aux énergies alternatives, groupe chimie des surfaces et interfaces à Gif-sur-Yvette[2].
- 2013 : Guy Perrier, professeur honoraire à l’université Joseph-Fourier de Grenoble, et Frédéric Checler, directeur de recherches à l’INSERM, Centre de Pharmacologie du CNRS à Sophia Antipolis.
- 2012 : Jean-Pierre Labesse, professeur émérite à l’université d’Aix-Marseille II – Institut de Mathématiques de Luminy à Marseille, et Monsef Benkirane, directeur de recherche au CNRS à l’Institut de Génétique Humaine au Laboratoire de Virologie Moléculaire à Montpellier.
- 2011 : Olivier Métais, directeur de l’École nationale supérieure de l'énergie, l'eau et l'environnement à Grenoble, et Elena Levashina, directeur de recherche au CNRS à l’Institut de Biologie moléculaire des Plantes à Strasbourg.
- 2010 : Bernard Pannetier, directeur de recherche au CNRS, Institut Néel de Grenoble, et Jean-Marie Beau, professeur à l’Université Paris Sud 11, Institut de Chimie des Substances Naturelles à Gif-sur-Yvette.
- 2009 : Jean Virieux, professeur des universités au laboratoire de géophysique interne de l’université Joseph Fourier de Grenoble, et Bruno Goud, directeur de recherche au CNRS, chef du département de biologie cellulaire à l’Institut Curie à Paris[8].
- 2008 : Frédéric Campana, professeur à l’université de Nancy I, et Sylvain Latour, directeur de recherche au CNRS, à l’INSERM à l’hôpital Necker-Enfants malades à Paris.
- 2007 : Pierre-Marie Lledo et Jan Traas
- 2006 : Françoise Masnou-Seeuws
- 2005 : François Schweisguth
- 2004 : Michel Goossens et Colette Moeglin
- 2003 : Hervé Vaucheret
- 2002 : Yves Langlois
- 2001 : Jean-Pierre Bachellerie, Jean-Marc Barnola, Jérôme Chappellaz[9]
- 2000 : Yves Frégnac
- 1998 : Hélène Bouchiat
- 1997 : Joël Janin
- 1996 : Philippe Brûlet
- 1995 : Jean-Michel Coron
- 1993 : Julien Bok
- 1992 : Jean Guern
- 1991 : Jean-Christophe Yoccoz
- 1990 : Margaret Buckingham
- 1987 : Michaël Herman
- 1983-86 : ?
- 1982 : Henri Jammet et Jean Montreuil
- 1980 : Claude Martin
- 1978 : Michael Michelson
- 1976 : Jean-François Bach
- 1975 : Paul Queney
- 1974 : Yves Coppens
- 1972 : Pierre Desnuelle
- 1970 : Georges Morel
- 1969 : Pierre Connes
- 1968 : Pierre Grabar
- 1966 : Paul Giroud
- 1964 : Alfred Jost
- 1962 : René Hazard et Pierre Jacquinot
- 1961 : Émile Terroine